# Stig Claesson
Stig John Claesson, även känd under signaturen Slas, född 2 juni 1928 i Huddinge i Stockholms län, död 4 januari 2008 i Stockholm, var en svensk författare, illustratör, tecknare och målare.

## Biografi
Stig Claesson var son till nattvakten Johan Filip Claesson och Hellna Kristina Andersson samt far till Nils Claesson och Leif Claesson. Den förre har porträtterat sin far i boken Blåbärsmaskinen (2009). Författaren Niklas Rådström, son till Claessons författarvän Pär Rådström, har tecknat ett vänporträtt av Claesson i boken Stig (2011). 
Efter realskolan arbetade Claesson som ritare på ett arkitektkontor. Han fortsatte senare sina studier vid Kungliga konsthögskolan 1947–1952. Som ung reste han runt i efterkrigstidens Europa. Bland annat deltog han i byggandet av en järnväg mellan Šamac och Sarajevo i Jugoslavien år 1947, något som han berättar om i Brev till en hembygdsgård (1974), och tillbringade under 1950-talet mycket tid i Paris. 
Slas växte upp i Stockholm och bodde där som vuxen också och var en välkänd Stockholmsskildrare. Han tillbringade genom åren dessutom mycket tid i Sjuhäradsbygden från vilken hans mor flyttat till Stockholm. Från mitten av 1990-talet bodde han mer eller mindre permanent i sin mors barndomshem i Grönahög, söder om Ulricehamn.  
Claesson är representerad vid bland annat Nationalmuseum, Göteborgs konstmuseum, Norrköpings konstmuseum, Moderna museet, Örebro läns museum och Örebro läns landsting.
Stig Claesson fick 2009 en park uppkallad efter sig på Södermalm i Stockholm, Stig Claessons park. Parken ligger nära Klippgatan, där familjen Claesson bodde från 1936.

## Litterär stil
Claessons berättande kännetecknas av en nästan oefterhärmlig stil, präglad av en speciell andhämtning, jargonger och upprepningar. Han var på en gång söderkisen med fasta rötter i hemstaden Stockholm och resenären, som klarögt och med sinne för det bisarra fångade och återgav intryck från främmande länder och städer, men också från den svenska landsbygden. Hans böcker utgör ofta mellanting av faktiska reportage och fiktion, illustrerade med känsliga och precisa teckningar. Som illustratör medverkade han i tidningarna Joker och Folket i bild med små porträtt av svenska städer.